# Высоцкий, Борис Игоревич
Борис Игоревич Высоцкий (5 декабря 1939, Киев) — советский футболист, защитник.
Воспитанник «Дзержинца» Киев. В 1956 году играл за дубль «Динамо» Киев, затем за армейские команды класса «Б» Киева и Львова. В 1962 году сыграл три матча в чемпионате СССР за «Динамо» Киев. В 1963 году провёл 28 матчей в чемпионате за «Динамо» Ленинград, в 1964—1965 годах — 70 матчей, 6 голов во второй группе класса «А». В дальнейшем выступал за команды низших лиг СКА Киев (1966), «Прометей» Днепродзержинск (1967), «Авангард» Тернополь (1967), «Политотдел» Ташкентская область (1968), «Прогресс» Бердичев (1969), «Нефтяник» Дрогобыч (1969—1970), «Уралан» Элиста (1971—1972). В середине 1970-х играл за клуб КФК «Большевик» Киев. Дальнейшая судьба неизвестна.